# Eleições autárquicas portuguesas de 1997 no distrito de Aveiro
| Eleições autárquicas portuguesas de 1997 Distritos: Aveiro \| Beja \| Braga \| Bragança \| Castelo Branco \| Coimbra \| Évora \| Faro \| Guarda \| Leiria \| Lisboa \| Portalegre \| Porto \| Santarém \| Setúbal \| Viana do Castelo \| Vila Real \| Viseu \| Açores \| Madeira |

## Resultados por concelho
Os resultados nos concelhos do Distrito de Aveiro foram os seguintes:

### Águeda
| Partido                 | Partido                        | Votos  | %               | +/-  | Vereadores | +/-     |
| ----------------------- | ------------------------------ | ------ | --------------- | ---- | ---------- | ------- |
|                         | Partido Social Democrata       | 10 755 | 43,66 / 100,00  | 4,87 | 3 / 7      | Estável |
|                         | Partido Socialista             | 8 540  | 34,67 / 100,00  | 4,70 | 3 / 7      | 1       |
|                         | Partido Popular                | 3 425  | 13,90 / 100,00  | 6,72 | 1 / 7      | 1       |
|                         | Coligação Democrática Unitária | 985    | 4,00 / 100,00   | 2,20 | 0 / 7      | Estável |
| Votos Inválidos         | Votos Inválidos                | 927    | 3,77 / 100,00   | 0,05 |            |         |
| Total                   | Total                          | 24 632 | 100,00 / 100,00 |      | 7 / 7      |         |
| Eleitorado/Participação | Eleitorado/Participação        | 39 838 | 61,83 / 100,00  | 0,44 |            |         |

### Albergaria-a-Velha
| Partido                 | Partido                        | Votos  | %               | +/-  | Vereadores | +/-     |
| ----------------------- | ------------------------------ | ------ | --------------- | ---- | ---------- | ------- |
|                         | Partido Popular                | 4 815  | 38,45 / 100,00  | 5,74 | 3 / 7      | Estável |
|                         | Partido Social Democrata       | 4 724  | 37,72 / 100,00  | 4,34 | 3 / 7      | Estável |
|                         | Partido Socialista             | 2 359  | 18,84 / 100,00  | 2,89 | 1 / 7      | Estável |
|                         | Coligação Democrática Unitária | 219    | 1,75 / 100,00   | 0,25 | 0 / 7      | Estável |
| Votos Inválidos         | Votos Inválidos                | 406    | 3,25 / 100,00   | 0,35 |            |         |
| Total                   | Total                          | 12 523 | 100,00 / 100,00 |      | 7 / 7      |         |
| Eleitorado/Participação | Eleitorado/Participação        | 19 394 | 64,57 / 100,00  | 2,46 |            |         |

### Anadia
| Partido                 | Partido                        | Votos  | %               | +/-  | Vereadores | +/-     |
| ----------------------- | ------------------------------ | ------ | --------------- | ---- | ---------- | ------- |
|                         | Partido Social Democrata       | 8 793  | 52,14 / 100,00  | 1,26 | 4 / 7      | Estável |
|                         | Partido Socialista             | 4 986  | 29,57 / 100,00  | 1,23 | 2 / 7      | Estável |
|                         | Partido Popular                | 1 959  | 11,62 / 100,00  | 3,10 | 1 / 7      | Estável |
|                         | Coligação Democrática Unitária | 305    | 1,81 / 100,00   | 0,09 | 0 / 7      | Estável |
| Votos Inválidos         | Votos Inválidos                | 820    | 4,86 / 100,00   | 0,53 |            |         |
| Total                   | Total                          | 16 863 | 100,00 / 100,00 |      | 7 / 7      |         |
| Eleitorado/Participação | Eleitorado/Participação        | 27 320 | 61,72 / 100,00  | 5,40 |            |         |

### Arouca
| Partido                 | Partido                        | Votos  | %               | +/-  | Vereadores | +/-     |
| ----------------------- | ------------------------------ | ------ | --------------- | ---- | ---------- | ------- |
|                         | Partido Socialista             | 7 638  | 50,11 / 100,00  | 5,05 | 4 / 7      | Estável |
|                         | Partido Social Democrata       | 5 479  | 35,95 / 100,00  | 3,59 | 3 / 7      | Estável |
|                         | Partido Popular                | 1 310  | 8,59 / 100,00   | 0,07 | 0 / 7      | Estável |
|                         | Coligação Democrática Unitária | 309    | 2,03 / 100,00   | 0,31 | 0 / 7      | Estável |
| Votos Inválidos         | Votos Inválidos                | 506    | 3,32 / 100,00   | 0,18 |            |         |
| Total                   | Total                          | 15 242 | 100,00 / 100,00 |      | 7 / 7      |         |
| Eleitorado/Participação | Eleitorado/Participação        | 21 145 | 72,08 / 100,00  | 0,47 |            |         |

### Aveiro
| Partido                 | Partido                        | Votos  | %               | +/-   | Vereadores | +/-     |
| ----------------------- | ------------------------------ | ------ | --------------- | ----- | ---------- | ------- |
|                         | Partido Socialista             | 13 536 | 38,70 / 100,00  | 17,11 | 4 / 9      | 2       |
|                         | Partido Social Democrata       | 9 838  | 28,13 / 100,00  | 4,46  | 3 / 9      | 1       |
|                         | Partido Popular                | 9 277  | 26,53 / 100,00  | 17,87 | 2 / 9      | 3       |
|                         | Coligação Democrática Unitária | 737    | 2,11 / 100,00   | 2,59  | 0 / 9      | Estável |
|                         | União Democrática Popular      | 155    | 0,44 / 100,00   | 0,31  | 0 / 9      | Estável |
|                         | PCTP/MRPP                      | 151    | 0,43 / 100,00   | -     | 0 / 9      | -       |
| Votos Inválidos         | Votos Inválidos                | 1 280  | 3,66 / 100,00   | 0,13  |            |         |
| Total                   | Total                          | 34 974 | 100,00 / 100,00 |       | 9 / 9      |         |
| Eleitorado/Participação | Eleitorado/Participação        | 60 084 | 58,21 / 100,00  | 0,04  |            |         |

### Castelo de Paiva
| Partido                 | Partido                        | Votos  | %               | +/-  | Vereadores | +/-     |
| ----------------------- | ------------------------------ | ------ | --------------- | ---- | ---------- | ------- |
|                         | Partido Social Democrata       | 5 780  | 51,71 / 100,00  | 9,41 | 4 / 7      | 1       |
|                         | Partido Socialista             | 4 990  | 44,65 / 100,00  | 6,27 | 3 / 7      | 1       |
|                         | União Democrática Popular      | 67     | 0,60 / 100,00   | 0,59 | 0 / 7      | Estável |
|                         | Coligação Democrática Unitária | 64     | 0,57 / 100,00   | 0,34 | 0 / 7      | Estável |
|                         | Partido Popular                | 45     | 0,40 / 100,00   | -    | 0 / 7      | -       |
| Votos Inválidos         | Votos Inválidos                | 231    | 2,07 / 100,00   | 0,25 |            |         |
| Total                   | Total                          | 11 177 | 100,00 / 100,00 |      | 7 / 7      |         |
| Eleitorado/Participação | Eleitorado/Participação        | 14 612 | 76,49 / 100,00  | 1,14 |            |         |

### Espinho
| Partido                 | Partido                        | Votos  | %               | +/-   | Vereadores | +/-     |
| ----------------------- | ------------------------------ | ------ | --------------- | ----- | ---------- | ------- |
|                         | Partido Socialista             | 11 177 | 54,62 / 100,00  | 18,97 | 5 / 7      | 2       |
|                         | Partido Social Democrata       | 6 320  | 30,88 / 100,00  | 0,03  | 2 / 7      | Estável |
|                         | Coligação Democrática Unitária | 1 630  | 7,96 / 100,00   | 2,66  | 0 / 7      | 1       |
|                         | Partido Popular                | 637    | 3,11 / 100,00   | 1,55  | 0 / 7      | Estável |
| Votos Inválidos         | Votos Inválidos                | 701    | 3,43 / 100,00   | 0,01  |            |         |
| Total                   | Total                          | 20 465 | 100,00 / 100,00 |       | 7 / 7      |         |
| Eleitorado/Participação | Eleitorado/Participação        | 30 999 | 66,02 / 100,00  | 1,61  |            |         |

### Estarreja
| Partido                 | Partido                        | Votos  | %               | +/-  | Vereadores | +/-     |
| ----------------------- | ------------------------------ | ------ | --------------- | ---- | ---------- | ------- |
|                         | Partido Socialista             | 6 135  | 43,84 / 100,00  | 3,60 | 4 / 7      | 1       |
|                         | Partido Social Democrata       | 6 046  | 43,20 / 100,00  | 8,25 | 3 / 7      | Estável |
|                         | Partido Popular                | 842    | 6,02 / 100,00   | 7,61 | 0 / 7      | 1       |
|                         | Coligação Democrática Unitária | 524    | 3,74 / 100,00   | 2,82 | 0 / 7      | Estável |
| Votos Inválidos         | Votos Inválidos                | 447    | 3,19 / 100,00   | 0,31 |            |         |
| Total                   | Total                          | 13 994 | 100,00 / 100,00 |      | 7 / 7      |         |
| Eleitorado/Participação | Eleitorado/Participação        | 22 694 | 61,66 / 100,00  | 2,36 |            |         |

### Ílhavo
| Partido                 | Partido                        | Votos  | %               | +/-  | Vereadores | +/-     |
| ----------------------- | ------------------------------ | ------ | --------------- | ---- | ---------- | ------- |
|                         | Partido Social Democrata       | 6 495  | 43,02 / 100,00  | 6,45 | 4 / 7      | 1       |
|                         | Partido Socialista             | 5 403  | 35,79 / 100,00  | 5,23 | 3 / 7      | Estável |
|                         | Coligação Democrática Unitária | 1 555  | 10,30 / 100,00  | 6,80 | 0 / 7      | Estável |
|                         | Partido Popular                | 1 045  | 6,92 / 100,00   | 7,06 | 0 / 7      | 1       |
| Votos Inválidos         | Votos Inválidos                | 598    | 3,96 / 100,00   | 0,55 |            |         |
| Total                   | Total                          | 15 096 | 100,00 / 100,00 |      | 7 / 7      |         |
| Eleitorado/Participação | Eleitorado/Participação        | 28 095 | 53,73 / 100,00  | 2,40 |            |         |

### Mealhada
| Partido                 | Partido                        | Votos  | %               | +/-  | Vereadores | +/-     |
| ----------------------- | ------------------------------ | ------ | --------------- | ---- | ---------- | ------- |
|                         | Partido Socialista             | 5 264  | 54,82 / 100,00  | 0,85 | 5 / 7      | 1       |
|                         | Partido Social Democrata       | 3 011  | 31,36 / 100,00  | 3,05 | 2 / 7      | 1       |
|                         | Coligação Democrática Unitária | 587    | 6,11 / 100,00   | 1,91 | 0 / 7      | Estável |
|                         | Partido Popular                | 257    | 2,68 / 100,00   | 1,30 | 0 / 7      | Estável |
| Votos Inválidos         | Votos Inválidos                | 483    | 5,03 / 100,00   | 1,74 |            |         |
| Total                   | Total                          | 9 602  | 100,00 / 100,00 |      | 7 / 7      |         |
| Eleitorado/Participação | Eleitorado/Participação        | 16 784 | 57,21 / 100,00  | 9,02 |            |         |

### Murtosa
| Partido                 | Partido                        | Votos | %               | +/-   | Vereadores | +/-     |
| ----------------------- | ------------------------------ | ----- | --------------- | ----- | ---------- | ------- |
|                         | Partido Social Democrata       | 3 251 | 63,21 / 100,00  | 19,87 | 4 / 5      | 2       |
|                         | Partido Socialista             | 1 408 | 27,38 / 100,00  | 16,78 | 1 / 5      | 2       |
|                         | Partido Popular                | 301   | 5,85 / 100,00   | 3,06  | 0 / 5      | Estável |
|                         | Coligação Democrática Unitária | 27    | 0,52 / 100,00   | 0,25  | 0 / 5      | Estável |
| Votos Inválidos         | Votos Inválidos                | 156   | 3,03 / 100,00   | 0,21  |            |         |
| Total                   | Total                          | 5 143 | 100,00 / 100,00 |       | 5 / 5      |         |
| Eleitorado/Participação | Eleitorado/Participação        | 8 606 | 59,76 / 100,00  | 0,94  |            |         |

### Oliveira de Azeméis
| Partido                 | Partido                           | Votos  | %               | +/-  | Vereadores | +/-     |
| ----------------------- | --------------------------------- | ------ | --------------- | ---- | ---------- | ------- |
|                         | Partido Social Democrata          | 16 871 | 44,66 / 100,00  | 2,02 | 5 / 9      | 1       |
|                         | Partido Socialista                | 13 051 | 34,55 / 100,00  | 7,10 | 3 / 9      | 1       |
|                         | Partido Popular                   | 5 488  | 14,53 / 100,00  | 4,94 | 1 / 9      | Estável |
|                         | Coligação Democrática Unitária    | 842    | 2,23 / 100,00   | 0,72 | 0 / 9      | Estável |
|                         | Partido da Solidariedade Nacional | 255    | 0,67 / 100,00   | -    | 0 / 9      | -       |
| Votos Inválidos         | Votos Inválidos                   | 1 271  | 3,36 / 100,00   | 0,19 |            |         |
| Total                   | Total                             | 37 778 | 100,00 / 100,00 |      | 9 / 9      |         |
| Eleitorado/Participação | Eleitorado/Participação           | 56 051 | 67,40 / 100,00  | 0,32 |            |         |

### Oliveira do Bairro
| Partido                 | Partido                        | Votos  | %               | +/-  | Vereadores | +/-     |
| ----------------------- | ------------------------------ | ------ | --------------- | ---- | ---------- | ------- |
|                         | Partido Popular                | 5 498  | 48,64 / 100,00  | 3,22 | 4 / 7      | Estável |
|                         | Partido Social Democrata       | 4 572  | 40,45 / 100,00  | 2,56 | 3 / 7      | Estável |
|                         | Partido Socialista             | 709    | 6,27 / 100,00   | 0,66 | 0 / 7      | Estável |
|                         | Coligação Democrática Unitária | 165    | 1,46 / 100,00   | 0,08 | 0 / 7      | Estável |
| Votos Inválidos         | Votos Inválidos                | 360    | 3,19 / 100,00   | 0,08 |            |         |
| Total                   | Total                          | 11 304 | 100,00 / 100,00 |      | 7 / 7      |         |
| Eleitorado/Participação | Eleitorado/Participação        | 16 986 | 66,55 / 100,00  | 1,74 |            |         |

### Ovar
| Partido                 | Partido                        | Votos  | %               | +/-  | Vereadores | +/-     |
| ----------------------- | ------------------------------ | ------ | --------------- | ---- | ---------- | ------- |
|                         | Partido Socialista             | 13 038 | 53,06 / 100,00  | 9,01 | 4 / 7      | Estável |
|                         | Partido Social Democrata       | 8 732  | 33,53 / 100,00  | 7,81 | 3 / 7      | Estável |
|                         | Coligação Democrática Unitária | 853    | 3,47 / 100,00   | 0,90 | 0 / 7      | Estável |
|                         | Partido Popular                | 804    | 3,27 / 100,00   | 1,41 | 0 / 7      | Estável |
|                         | União Democrática Popular      | 221    | 0,90 / 100,00   | 0,22 | 0 / 7      | Estável |
| Votos Inválidos         | Votos Inválidos                | 926    | 3,77 / 100,00   | 0,05 |            |         |
| Total                   | Total                          | 24 574 | 100,00 / 100,00 |      | 7 / 7      |         |
| Eleitorado/Participação | Eleitorado/Participação        | 41 327 | 59,46 / 100,00  | 2,33 |            |         |

### Santa Maria da Feira
| Partido                 | Partido                        | Votos   | %               | +/-  | Vereadores | +/-     |
| ----------------------- | ------------------------------ | ------- | --------------- | ---- | ---------- | ------- |
|                         | Partido Social Democrata       | 32 370  | 46,27 / 100,00  | 0,69 | 6 / 11     | 1       |
|                         | Partido Socialista             | 30 109  | 43,03 / 100,00  | 0,69 | 5 / 11     | 1       |
|                         | Partido Popular                | 3 251   | 4,65 / 100,00   | 0,25 | 0 / 11     | Estável |
|                         | Coligação Democrática Unitária | 1 669   | 2,39 / 100,00   | 0,43 | 0 / 11     | Estável |
|                         | PCTP/MRPP                      | 432     | 0,62 / 100,00   | -    | 0 / 11     | -       |
| Votos Inválidos         | Votos Inválidos                | 2 135   | 3,06 / 100,00   | 0,08 |            |         |
| Total                   | Total                          | 69 966  | 100,00 / 100,00 |      | 11 / 11    | 2       |
| Eleitorado/Participação | Eleitorado/Participação        | 103 449 | 67,63 / 100,00  | 2,14 |            |         |

### São João da Madeira
| Partido                 | Partido                        | Votos  | %               | +/-  | Vereadores | +/-     |
| ----------------------- | ------------------------------ | ------ | --------------- | ---- | ---------- | ------- |
|                         | Partido Popular                | 3 666  | 33,17 / 100,00  | 5,50 | 3 / 7      | Estável |
|                         | Partido Socialista             | 3 462  | 31,32 / 100,00  | 6,73 | 2 / 7      | Estável |
|                         | Partido Social Democrata       | 2 570  | 23,25 / 100,00  | 4,79 | 2 / 7      | Estável |
|                         | Coligação Democrática Unitária | 1 045  | 9,45 / 100,00   | 2,54 | 0 / 7      | Estável |
| Votos Inválidos         | Votos Inválidos                | 310    | 2,80 / 100,00   | 1,01 |            |         |
| Total                   | Total                          | 11 053 | 100,00 / 100,00 |      | 7 / 7      |         |
| Eleitorado/Participação | Eleitorado/Participação        | 17 275 | 63,98 / 100,00  | 4,59 |            |         |

### Sever do Vouga
| Partido                 | Partido                        | Votos  | %               | +/-  | Vereadores | +/-     |
| ----------------------- | ------------------------------ | ------ | --------------- | ---- | ---------- | ------- |
|                         | Partido Popular                | 5 000  | 58,82 / 100,00  | 0,46 | 5 / 7      | Estável |
|                         | Partido Social Democrata       | 2 849  | 33,51 / 100,00  | 0,50 | 2 / 7      | Estável |
|                         | Coligação Democrática Unitária | 255    | 3,00 / 100,00   | 0,31 | 0 / 7      | Estável |
| Votos Inválidos         | Votos Inválidos                | 397    | 4,67 / 100,00   | 0,65 |            |         |
| Total                   | Total                          | 8 501  | 100,00 / 100,00 |      | 7 / 7      |         |
| Eleitorado/Participação | Eleitorado/Participação        | 11 897 | 71,45 / 100,00  | 3,07 |            |         |

### Vagos
| Partido                 | Partido                        | Votos  | %               | +/-   | Vereadores | +/-     |
| ----------------------- | ------------------------------ | ------ | --------------- | ----- | ---------- | ------- |
|                         | Partido Popular                | 6 168  | 54,82 / 100,00  | 10,43 | 4 / 7      | Estável |
|                         | Partido Social Democrata       | 4 075  | 36,22 / 100,00  | 7,80  | 3 / 7      | Estável |
|                         | Partido Socialista             | 678    | 6,03 / 100,00   | 2,14  | 0 / 7      | Estável |
|                         | Coligação Democrática Unitária | 49     | 0,44 / 100,00   | 0,10  | 0 / 7      | Estável |
| Votos Inválidos         | Votos Inválidos                | 282    | 2,51 / 100,00   | 0,37  |            |         |
| Total                   | Total                          | 11 252 | 100,00 / 100,00 |       | 7 / 7      |         |
| Eleitorado/Participação | Eleitorado/Participação        | 17 207 | 65,39 / 100,00  | 2,17  |            |         |

### Vale de Cambra
| Partido                 | Partido                        | Votos  | %               | +/-  | Vereadores | +/-     |
| ----------------------- | ------------------------------ | ------ | --------------- | ---- | ---------- | ------- |
|                         | Partido Social Democrata       | 7 640  | 47,94 / 100,00  | 4,37 | 4 / 7      | 1       |
|                         | Partido Popular                | 6 504  | 40,81 / 100,00  | 0,42 | 3 / 7      | Estável |
|                         | Partido Socialista             | 1 091  | 6,85 / 100,00   | 5,72 | 0 / 7      | 1       |
|                         | Coligação Democrática Unitária | 138    | 0,87 / 100,00   | 0,12 | 0 / 7      | Estável |
| Votos Inválidos         | Votos Inválidos                | 564    | 3,54 / 100,00   | 0,82 |            |         |
| Total                   | Total                          | 15 937 | 100,00 / 100,00 |      | 7 / 7      |         |
| Eleitorado/Participação | Eleitorado/Participação        | 21 583 | 73,84 / 100,00  | 0,46 |            |         |